# 不祥事

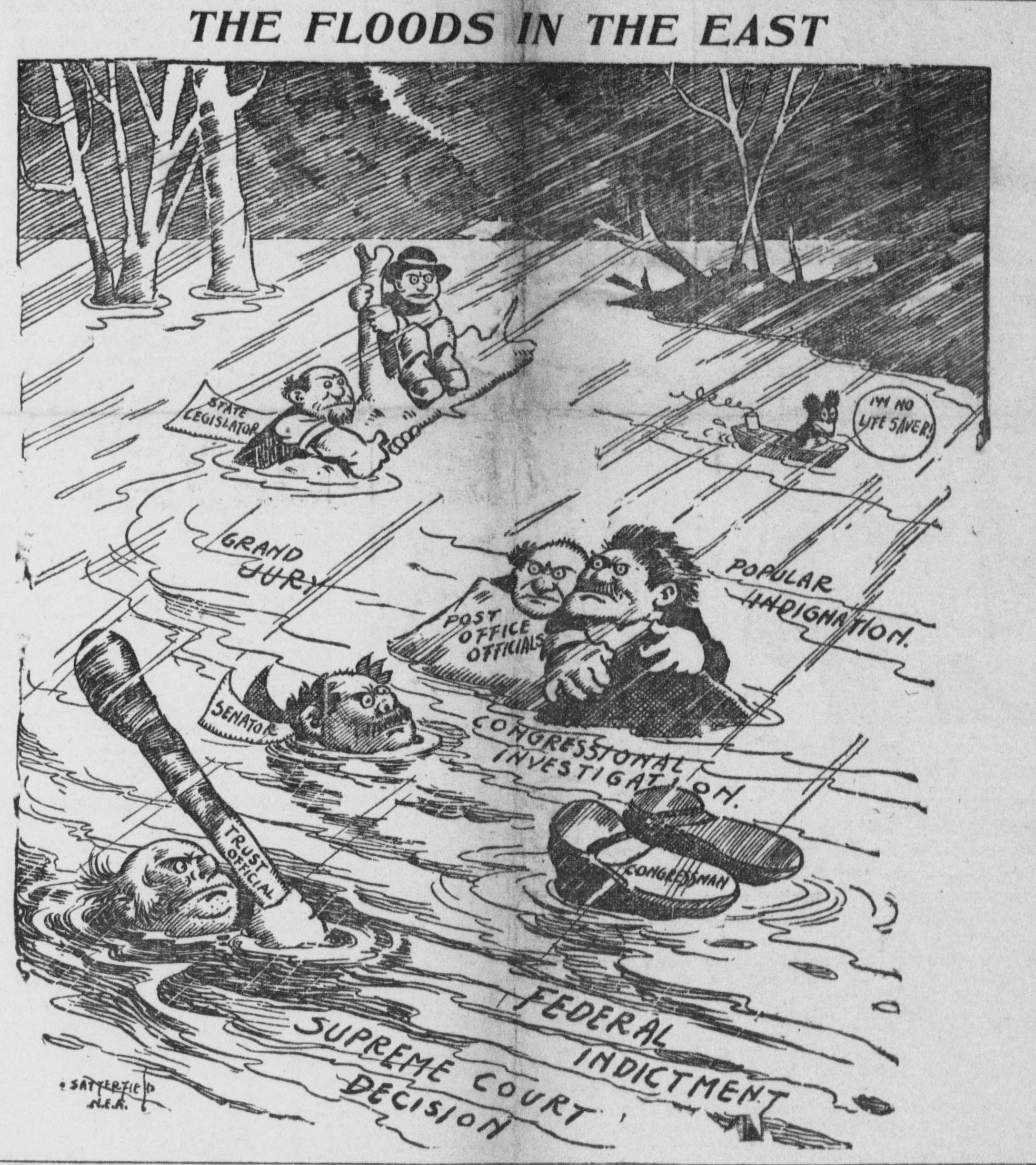
1904年の春、米国北東部の多くの地域で洪水が発生したとき、漫画家 ボブ・サッターフィールドは、水ではなく様々なスキャンダルによる洪水に閉じ込められた政治家や官僚などを描いた（1904年4月9日）。

不祥事（ふしょうじ）とは、一定の社会的な地位を持つ個人または団体などが起こした、社会的な信頼を失わせるような出来事である。主に今日のマスメディアにおいて用いられる単語である。醜聞（しゅうぶん）、スキャンダル（英: Scandal）などとも言う。
なお、「祥」は「めでたい」という意味で、否定接頭辞を冠した「不祥」は「めでたくない」という意味であるため、元々「不祥事」は「めでたくない出来事」という意味になる。

## 概要
企業など社会的な団体がコンプライアンス違反とされる行為を行い、それが犯罪行為や不正行為（何処かしらに金銭が関わるものが主流）、重大事故、手抜き作業によって発生した商品の欠陥（およびそれにより発生した事故）として明るみに出た際に不祥事として認識される。例えば食品品種や賞味期限などの不正表示、テレビ番組やラジオ番組の捏造などが挙げられる。
このように、「不祥事」という言葉は、官公庁や企業など大きな社会責務を負うべき（社会的な影響力がある程度以上に存在する）対象に対して使われるものであり、その中でもモラルの欠損など社会的に問題がある事由によって事件・事故に繋がった場合に用いられるものである。こうした組織が不祥事を防ぎ、法令遵守を前提に社会的責任を果たすことはステークホルダーや地域社会の持続可能性を向上させ、さらに世界の国・地域間の均衡ある発展を促進し、地球社会全体の持続的な繁栄につながるとの認識が広まり、CSRの概念が求められる背景となった。
原因として適切なガバナンスや教育の欠如などが挙げられる。なお、無名の個人による犯罪・事故・不正行為などは、通例、「不祥事」とは言われない。ただし、その個人が職務中に起こした犯罪・事故・不正行為の場合、その人の所属する企業・団体などの不祥事となることがある。
また不祥事を知りながら組織内で情報共有がなされず、結果的に対処が遅れる二次不祥事も指摘されている。例えばカネボウでは最初の苦情から約2年半の間商品欠陥が公表されず、結果的に企業の評価を毀損した。三菱自動車や化学及血清療法研究所はそれぞれ国土交通省や厚生労働省など国の行政機関から業務改善命令などの指摘を受けながらも不正を続けた。

## 不祥事の発覚
不祥事が発覚し、公に認知されるに至る原因は様々である。例えば、以下のようなものがある。
- 企業や団体が、不正行為を隠蔽しようとしている場合などに、その構成員が外部に通報することで発覚する、すなわち内部告発によるもの。
- 刑事事件の容疑者として検挙された結果、報道の対象となる。
- 自ら不正行為を暴露してしまうもの（この場合、本人は不正行為について何とも思っていないことが多い）。
- 事業提携先など外部関係者による通知によるもの（三菱自動車の燃費不正発覚は日産自動車のテストが発端）。

## 不祥事後の対処
企業・団体が重大な不祥事を起こした場合、その責任者が責任を取って辞職することが多く、また、証拠品押収などの目的で警察による家宅捜索が行われることもある。CMなどの宣伝活動やイベントなども一定の期間自粛される。日本の場合、不祥事を起こした企業のCMが流れるはずであった時間帯はACジャパンのCMなどに差し替えられる。不祥事を起こした企業や団体は、イメージチェンジや今後の方針などを人々に対して示し、信頼を回復することが生き残りのための課題となる。
著名人などが不祥事を起こした場合、その人は一定期間、活動の自粛を余儀なくされる。また、テレビやラジオの番組の顔となる司会者が不祥事を起こした場合や、番組収録中に重大事故が起きた場合などは、番組そのものが打ち切りとなる場合もある。テレビ番組において、著名人の不祥事が起きた後、未放送分の収録で既にその著名人が出演してしまっている番組では、その収録分が放送される際、事件前の収録である旨を伝えるテロップが表示されたり（ただし、山本モナの2度目の不祥事に関してはテロップ表示がされなかった）、出演している場面をカットして放送することがある。
テレビ・ラジオ局社員であるアナウンサーの不祥事の場合、不祥事の度合いによって出演番組内で経過説明・謝罪を行なって終わらせるケースや、その上で出演番組を降板してデスクワークに専念するケース、アナウンサー部局から別部署（この場合、人事局付・総務局付の場合が多い）へ異動となるケースなどがある。
どちらの場合も、一度失った信頼は中々取り戻せず、回復には相当の努力と時間を要し、今後の活動への大きな足枷となる。
しかし、不祥事の発覚後は失墜した信頼を回復しなければならないにも関わらず、不祥事に対する反省が見られない行動をしたり、また別の不祥事が発覚してしまったりなど、不祥事が新たな不祥事を生む例が後を絶たない。これは、一度失墜してしまった信頼が回復するどころか、さらなる失墜を招いてしまう事になる（いわゆる悪循環である）。このような状態に陥ると信頼の回復は極めて難しくなり、信頼を回復しようにも回復できず深刻なダメージを受けて自滅へと追い込まれる例も多い。このため、不祥事のため廃業・倒産に追い込まれた企業も決して少なくはなく、一方で信頼回復を果たした企業・団体はきわめて少ない。
一方で軽微な不祥事に対し、十分な反省・対策を行った結果、むしろ逆に評判がよくなった事例がある。

### 現代社会の反応
不祥事を起こした企業・団体・人物に対して、インターネット上で厳しい批判が行われることが多い。過去に大きな不祥事を起こした企業・団体・人物が再び不祥事を起こした場合、たとえそれが小さな不祥事でも強い批判を受ける傾向がある。また不祥事の起きた特定の企業を糾弾するためのまとめサイトを作成する者もいる。
これらの事から、ネット社会（情報化社会）の現代では、信頼回復は昔に比べて容易なものではないという意見もある（炎上 (ネット用語)も参照）。

## 企業・団体で不祥事が起きやすい環境および体質
これらは必ずしも不祥事の発生源であるとは限らないが、その可能性が高いとされているものである。
- 金儲け主義（社会や消費者を軽視して自社の利益を最優先する姿勢。電通の持続化給付金丸投げや家賃支援給付金事業下請け圧力問題などの事例）
- 秘密主義（隠蔽体質）
- 権威主義（上層部が絶対的な権力を持っている）
- 同族経営（創業者などによる独裁的な体質。ワンマン体質。創業家にものが言えない大王製紙事件、帝京大学医学部裏口入学事件などの事例）
- 上層部が親会社や筆頭株主、省庁からの天下り（下層部への丸投げや責任転嫁、「無謬神話」という名の責任逃れ）。
- 会社のOBや相談役などの発言力が強いままである（東芝、日本郵政などの事例）

など、意思決定プロセスに影響を与える要素が多く、コーポレート・ガバナンスの浸透によって不正の温床を正すことが全国的に求められている。
- ぬるま湯的体質で自己管理・規律の機能が働かない。
- 自社のブランドに驕っている、または過去の成功体験、栄光にしがみついている。
- 建築業界の多重下請け構造 - 2015年10月、三井不動産レジデンシャル販売のパークシティLaLa横浜が傾斜した問題で、下請けの旭化成建材などによる建設時の「くい打ち」データの偽装を受け、東京商工リサーチによるくい打ち業者の動向に関する調査結果が発表された。その中で、建築作業における業者の大半は元請ではなく、日本の業界特有の多重下請構造の中で2次や3次、4次の会社であり、資本力や発言力の強い売主や元請の意向に業況は大きな影響を受けやすいことが指摘された[4]。

## 事例
- 企業による犯罪事件の一覧
- Category:公務員の不祥事
  - 警察不祥事
  - 防衛不祥事
- マスコミ不祥事